# Sidecar (periferica)

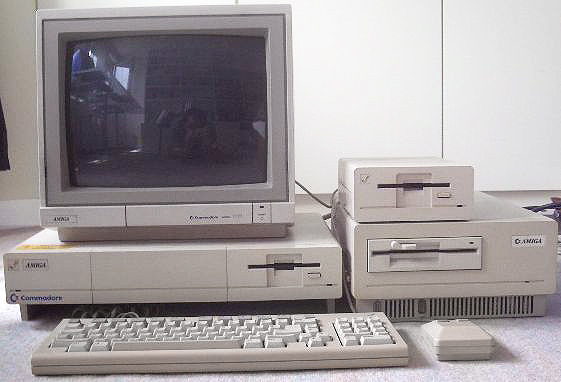
Amiga 1000 con Sidecar (a destra, sotto)

L'Amiga 1060, meglio noto con il soprannome Sidecar, è una periferica per i computer Amiga 1000 prodotta dalla Commodore nel 1986, pubblicizzata come emulatore di PC IBM e venduta di serie insieme al sistema operativo MS-DOS, allo scopo di eseguire sull'Amiga il software per PC.

## Caratteristiche tecniche
Costituisce un vero e proprio PC IBM compatibile su scheda da interfacciarsi all'Amiga 1000 tramite lo slot a 86 contatti presente sul lato destro del case. Il sistema operativo Amiga grazie al multitasking preemptive gestisce il Sidecar come una qualsiasi altra applicazione Amiga, contemporaneamente a tutte le altre applicazioni lanciate, e gli permette di utilizzare molte delle risorse hardware dell'Amiga 1000 come ad esempio il coprocessore grafico.
Il Sidecar è contenuto in un case largo circa la metà di quello dell'Amiga 1000, ma un po' più alto. Le sue dimensioni e la posizione laterale di installazione hanno suggerito il suo soprannome in quanto richiamanti la carrozzetta dei sidecar. Come il PC, il Sidecar è dotato di CPU Intel 8088 a 4,77 MHz e bus ISA XT. Gli slot ISA sono tre. È dotato inoltre di un vano per drive da 5,25" nel quale è alloggiato un floppy disk drive da 5,25" SS/DD.

## Storia
Ai tempi del lancio dell'Amiga la fascia di mercato dei personal computer per utilizzo più serio era già dominata dai PC IBM e compatibili, e l'esigenza di rendere l'Amiga compatibile con l'ampio parco di software produttivo per MS-DOS era molto sentita.
Prima la Commodore tentò la via dell'emulazione software pubblicando nel maggio 1986 Amiga Transformer, un programma venduto insieme a un lettore da 5,25" (formato meno avanzato rispetto al 3,5" dell'Amiga, ma ancora utilizzato all'epoca dai PC) e un pacchetto di 13 programmi MS-DOS utilizzabili. Tuttavia Transformer si rivelò molto limitato: estremamente lento, senza supporto per colore, mouse e altro, occupa tutta la memoria espansa da 1 MB dell'Amiga, e ha compatibilità non garantita con tutti gli altri programmi DOS.
Il Sidecar, uscito poco dopo (al pubblico italiano fu presentato allo SMAU '86), grazie alla sua natura hardware ottenne invece alta efficienza e piena compatibilità, sebbene a un costo più alto. Era possibile ad esempio eseguire simultaneamente programmi DOS e programmi Amiga in multitasking, o eseguire Microsoft Flight Simulator in una finestra Amiga.